# Miloš Jiránek
Miloš Jiránek (19. listopadu 1875 Lužec nad Vltavou — 2. listopadu 1911 Praha) byl český malíř, výtvarný kritik, literát a překladatel. Používal i pseudonym Václav Zedník. V malířském díle byl ovlivněn impresionismem. Jeho synem byl právník a novinář Miloš Jiránek (1907-1989), ředitel Lidových novin, nakladatelství František Borový, od r. 1951 zaměstnanec britského ministerstva zahraničních věcí. Jeho bratrem byl atlet Ladislav Jiránek-Strana.

## Život
Otec byl protestantský statkář a mlynář a matka pocházela z bohatého selského rodu Kratochvílů. Při studiích na akademickém gymnáziu v Praze bydlel v rodině Jaroslava Vrchlického, kde jeho osobnost formovala také knihovna. Zvládal skvěle cizí jazyky a mnohé knihy četl v originále. Od roku 1894 studoval na Filozofické fakultě Karlo-Ferdinandovy univerzity a od roku 1895 na pražské Akademii výtvarných umění (1895–1899), nejdříve u Maxmiliána Pirnera a po roce přešel do ateliéru Vojtěcha Hynaise.
Roku 1897 vstoupil do SVU Mánes. Od roku 1899 přispíval do Volných směrů. V únoru 1900 cestoval do Mnichova, dále do Benátek a Terstu, na podzim odjel s přítelem Arnoštem Hofbauerem na Světovou výstavu do Paříže. Potkal se zde se sochařem Augustem Rodinem. Nemalou měrou se podílel na zrealizování výstav géniů tehdejšího moderního umění Augusta Rodina v roce 1902 a Edvarda Muncha v roce 1905 v Praze. Od roku 1903 zajížděl po tři roky na Slovensko, kde se pokusil o realizaci zbojnického cyklu. Pro Jiránkovu tvorbu po roce 1905 bylo důležité seznámení s Antonínou Zedníkovou, která se stala umělcovou manželkou. Jeden čas bydlel na Hradčanech v Lumbeho vile, odkud pak také maloval netradiční pohledy na blízký Pražský hrad. Mezi nejslavnější obrazy se řadí "Sprchy v pražském Sokole" (1901–1903) a "Pískaři" (1910). V roce 1910 se v Topičově salonu konala Jiránkova první samostatná výstava. Roku 1911 se mu narodila dcera Milada. Na sklonku podzimu 1910 se nervově zhroutil a zemřel na tuberkulózní zánět mozkových blan 2. listopadu 1911 v Praze v 35 letech. Byl pochován na Olšanských hřbitovech (I. obecný hřbitov, 1. oddělení, hrob 85).

## Citát
„My malíři říkáme, že je vynikající spisovatel, spisovatelé obdivují ho jako malíře.“ Tento vtip patřil k osudu Miloše Jiránka, jenž nespokojoval se úprkovskou vervou a barevnou zvučností při malbě lidu, chtěl dobrat se významu a smyslu jevů. – Václav Vilém Štech

## Díla online
- JIRÁNEK, Miloš. Josef Manes. Praha: Spolek výtvarných umělců Mánes, 1909. Dostupné v archivu pořízeném dne 2013-04-28. Ilustrovaný životopis českého malíře a ilustrátora, významného představitele romantismu považovaného za zakládající osobnost českého výtvarnictví a největšího mistra české malby a krajinářství..

## Galerie

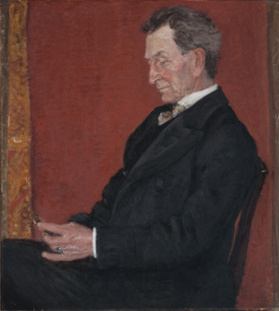
August Švagrovský
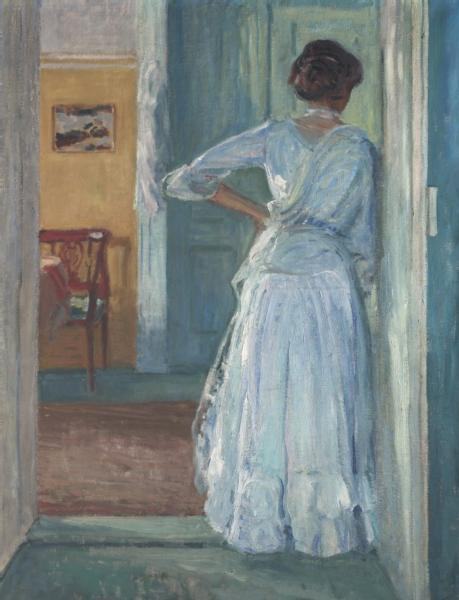
Studie II. (1910)
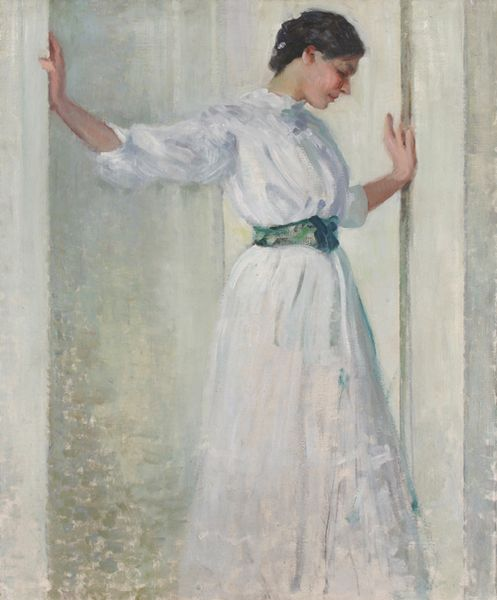
Bílá studie 1910
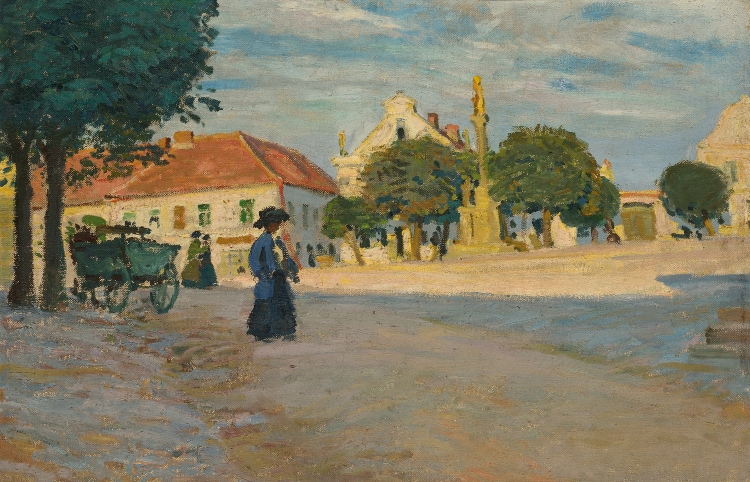
Náměstí v Týnci nad Labem (1909)
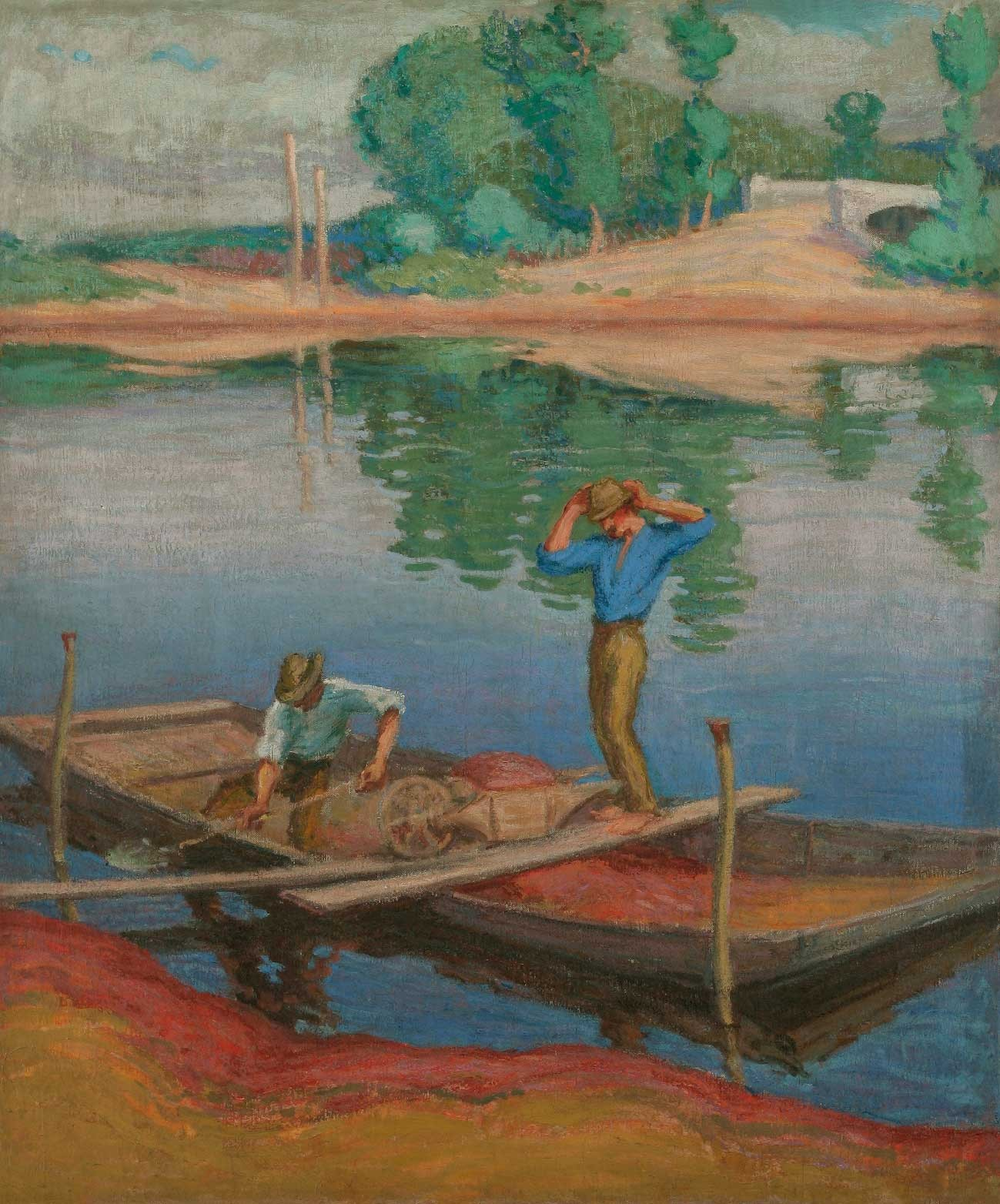
Pískaři (1910)
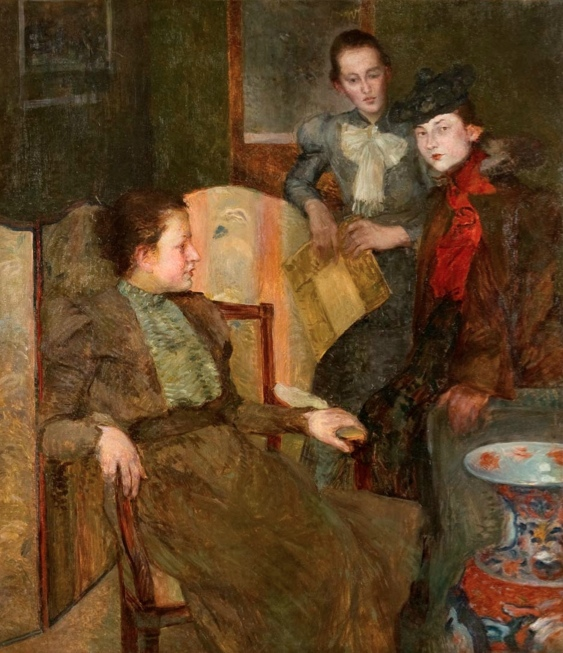
Návštěva (1905)